# Baauer
Baauer właściwe Harry Bauer Rodrigues (ur. 30 kwietnia 1989 w West Philadelphia) – amerykański DJ i producent muzyczny.

## Wybrana dyskografia
| "Iced Up" (featuring BHB)                            | 2011 | — | — | — |                                                                        |
| "Samurai"                                            | 2011 | — | — | — |                                                                        |
| "Harlem Shake"                                       | 2012 | 1 | 6 | 4 | - USA: 2x platynowa płyta - AUS: 2x platynowa płyta - BEL: złota płyta |
| "Dum Dum"                                            | 2012 | — | — | — |                                                                        |
| "Higher" (Baauer and Just Blaze featuring Jay-Z)     | 2013 | — | — | — |                                                                        |
| "Infinite Daps" (Baauer and RL Grime)                | 2013 | — | — | — |                                                                        |
| "One Touch" (featuring AlunaGeorge and Rae Sremmurd) | 2014 | — | — | — |                                                                        |
| "GoGo!"                                              | 2015 | — | — | — |                                                                        |
| "Cantina Boy"                                        | 2016 | — | — | — |                                                                        |
| "Day Ones" (featuring Novelist and Leikeli47)        | 2016 | — | — | — |                                                                        |
| "Kung Fu" (featuring Pusha T and Future)             | 2016 | — | — | — |                                                                        |
| "Temple" (featuring M.I.A. and G-Dragon)             | 2016 | — | — | — |                                                                        |
| "—" singel nie był notowany.                         |      |   |   |   |                                                                        |